# Kunovice (district d'Uherské Hradiště)
Pour les articles homonymes, voir Kunovice.
Kunovice (en allemand : Kunowitz) est une ville du district d'Uherské Hradiště, dans la région de Zlín, en Tchéquie. Sa population s'élevait à 5 638 habitants en 2023.

## Géographie
Kunovice est arrosée par la rivière Olšava et se trouve à 3 km au sud-ouest du centre d'Uherské Hradiště, à 25 km au sud-ouest de Zlín, à 66 km à l'est-sud-est de Brno et à 248 km au sud-est de Prague.
La commune est limitée par Staré Město au nord, par Uherské Hradiště au nord et à l'est, par Hluk au sud-est, et par Ostrožská Nová Ves et Kostelany nad Moravou à l'ouest.

## Histoire
La première mention écrite de la localité date de 1196. La commune a le statut de ville depuis 1997.

## Économie
Les principales entreprises de la ville sont :
- Evektor-Aerotechnik
- Let Kunovice
- BRM Aero (BRM Aero Bristell)
- Czech Sport Aircraft (CSA SportCruiser)

## Jumelages
- Stará Turá (Slovaquie)
- Pocheon (Corée du Sud)